# Elecciones estatales de Sajonia-Anhalt de 2016
La elección estatal de Sajonia-Anhalt de 2016  se llevó a cabo el 13 de marzo de 2016, junto a las elecciones estatales en Baden-Württemberg y Renania-Palatinado, con el propósito de elegir a los miembros del Parlamento Regional de Sajonia-Anhalt.

## Antecedentes
Al momento de la elección, la CDU y el SPD conformaban una coalición de gobierno bajo el primer ministro Reiner Haseloff (CDU).

## Partidos participantes
Los siguientes partidos participaron en la elección:

| Número de lista | Partido | Partido                                                                                       | Abreviatura       | Candidato        | Candidatos directos |
| --------------- | ------- | --------------------------------------------------------------------------------------------- | ----------------- | ---------------- | ------------------- |
| 1               |         | Christlich Demokratische Union Deutschlands                                                   | CDU               | Reiner Haseloff  | 43                  |
| 5               |         | Die Linke                                                                                     | DIE LINKE         | Wulf Gallert     | 43                  |
| 3               |         | Sozialdemokratische Partei Deutschlands                                                       | SPD               | Katrin Budde     | 43                  |
| 4               |         | Bündnis 90/Die Grünen                                                                         | GRÜNE             | Claudia Dalbert  | 42                  |
| 5               |         | Allianz für Fortschritt und Aufbruch                                                          | ALFA              | Detlef de Raad   | 0                   |
| 6               |         | Allianz für Menschenrechte, Tier- und Naturschutz                                             | Tierschutzallianz | Josef Fassl      | 3                   |
| 7               |         | Alternative für Deutschland                                                                   | AfD               | André Poggenburg | 37                  |
| 8               |         | Die Rechte                                                                                    | DIE RECHTE        | Roman Gleißner   | 0                   |
| 9               |         | Freie Bürger Mitteldeutschland                                                                | FBM               | Silke Seifert    | 4                   |
| 10              |         | Freie Demokratische Partei                                                                    | FDP               | Frank Sitta      | 39                  |
| 11              |         | Freie Wähler                                                                                  | FREIE WÄHLER      | Bernd Wünschmann | 15                  |
| 12              |         | Magdeburger Gartenpartei                                                                      | MG                | Roland Zander    | 4                   |
| 13              |         | Nationaldemokratische Partei Deutschlands                                                     | NPD               | Peter Walde      | 0                   |
| 14              |         | Partei für Arbeit, Rechtsstaat, Tierschutz, Elitenförderung und basisdemokratische Initiative | Die PARTEI        | Martin Bochmann  | 1                   |
| 15              |         | Partei Mensch Umwelt Tierschutz                                                               | Tierschutzpartei  | Lothar Tietge    | 0                   |
| –               |         | Statt Partei                                                                                  | STATT Partei      | –                | 2                   |
| –               |         | Independientes                                                                                | –                 | –                | 7                   |

## Declaraciones sobre formación de gobierno antes de las elecciones

### CDU
Reiner Haseloff tenía como objetivo contunuar en el poder con la coalición negro-rojo, descartando una coalición con la AfD.

### Die Linke
Wulf Gallert declaró que su objetivo era llegar al poder con la formación de una coalición rojo-rojo con el SPD, incluyendo en esta a los Verdes si era necesario.

### SPD
Katrin Budde declaró que quería impedir una coalición bajo un primer ministro de Die Linke y que el SPD asumiera el poder.

### Verdes
De acuerdo con Claudia Dalbert, los Verdes no descartaban una coalición con la CDU. La candidata también confirmó que se llevarían a cabo conversaciones informales con el SPD y Die Linke, para encontrar proyectos comunes para una posible coalición rojo-rojo-verde.

## Encuestas

### Partidos
| Encuestador             | Fecha      |        |        |        |       | NPD   |       | Freie Wähler | Piraten |        | Otros |
| ----------------------- | ---------- | ------ | ------ | ------ | ----- | ----- | ----- | ------------ | ------- | ------ | ----- |
| Forschungsgruppe Wahlen | 10.03.2016 | 32 %   | 21 %   | 14 %   | 5 %   | –     | 4,5 % | –            | –       | 18 %   | 5,5 % |
| Forsa                   | 09.03.2016 | 30 %   | 20 %   | 17 %   | 5 %   | –     | 5 %   | –            | –       | 18 %   | 5 %   |
| INSA                    | 07.03.2016 | 29 %   | 20 %   | 15,5 % | 6 %   | –     | 4 %   | –            | –       | 19 %   | 6,5 % |
| Uniqma                  | 05.03.2016 | 30 %   | 19 %   | 18 %   | 5 %   | 1 %   | 4 %   | 4 %          | –       | 17 %   | 2 %   |
| Forschungsgruppe Wahlen | 04.03.2016 | 32 %   | 20 %   | 15 %   | 5 %   | –     | 4 %   | –            | –       | 17 %   | 7 %   |
| Infratest dimap         | 03.03.2016 | 31 %   | 21 %   | 15 %   | 5,5 % | –     | 4,5 % | –            | –       | 19 %   | 4 %   |
| INSA                    | 28.02.2016 | 29.5 % | 20 %   | 17 %   | 5 %   | –     | 5 %   | –            | –       | 17 %   | 6.5 % |
| INSA                    | 22.02.2016 | 30 %   | 21 %   | 16 %   | 5 %   | –     | 4 %   | –            | –       | 17 %   | 7 %   |
| Infratest dimap         | 17.02.2016 | 32 %   | 20 %   | 18 %   | 5 %   | –     | 4 %   | –            | –       | 17 %   | 4 %   |
| Forschungsgruppe Wahlen | 14.01.2016 | 33 %   | 19 %   | 19 %   | 5 %   | –     | 3 %   | –            | –       | 15 %   | 6 %   |
| INSA                    | 05.12.2015 | 35 %   | 23 %   | 15,5 % | 6 %   | –     | 3 %   | –            | –       | 13,5 % | 4 %   |
| Infratest dimap         | 14.09.2015 | 34 %   | 26 %   | 21 %   | 7 %   | 3 %   | –     | –            | –       | 5 %    | 4 %   |
| GMS                     | 01.07.2015 | 35 %   | 21 %   | 21 %   | 6 %   | 3 %   | 4 %   | –            | –       | 6 %    | 4 %   |
| Infratest dimap         | 20.08.2013 | 39 %   | 22 %   | 21 %   | 7 %   | –     | 2 %   | –            | 3 %     | –      | 6 %   |
| Elecciones de 2011      | 20.03.2011 | 32,5 % | 23,7 % | 21,5 % | 7,1 % | 4,6 % | 3,8 % | 2,8%         | 1,4 %   | n.a.   | 5,4 % |

### Preferencia de Ministro-Presidente
| Encuestador             | Fecha      | Reiner Haseloff (CDU) | Wulf Gallert (Die Linke) | Katrin Budde (SPD) |
| ----------------------- | ---------- | --------------------- | ------------------------ | ------------------ |
|                         |            |                       |                          |                    |
| Infratest dimap         | 13.03.2016 | 52 %                  | 15 %                     | 13 %               |
| Forschungsgruppe Wahlen | 13.03.2016 | 55 %                  | 24 %                     | –                  |
| Forschungsgruppe Wahlen | 10.03.2016 | 54 %                  | 25 %                     | –                  |
| Forsa                   | 09.03.2016 | 38 %                  | 13 %                     | 12 %               |
| Forschungsgruppe Wahlen | 04.03.2016 | 60 %                  | 19 %                     | –                  |
| Infratest dimap         | 03.03.2016 | 46 %                  | 12 %                     | 12 %               |
| Forschungsgruppe Wahlen | 14.01.2016 | 53 %                  | 11 %                     | 11 %               |
| Infratest dimap         | 14.09.2015 | 43 %                  | 12 %                     | 13 %               |

## Resultados
Los resultados finales oficiales son:

Mayoría por distrito (mandatos directos)

| Demografía electoral   | Demografía electoral   | Demografía electoral | Demografía electoral | Demografía electoral | Demografía electoral |
| ---------------------- | ---------------------- | -------------------- | -------------------- | -------------------- | -------------------- |
| Inscritos              | Inscritos              | 1.878.095            |                      |                      |                      |
| Votantes/Participación | Votantes/Participación | 1.147.498            | 61,1                 | +9,9                 | 2011: 51,2           |

| Partido       | Partido           | Votos directos | %    | +/-   | Mandatos directos | Votos por lista | %    | +/-   | Escaños |
| ------------- | ----------------- | -------------- | ---- | ----- | ----------------- | --------------- | ---- | ----- | ------- |
|               | CDU               | 328.782        | 29,6 | -4,7  | 27                | 334.139         | 29,8 | -2,8  | 30      |
|               | AfD               | 257.208        | 23,1 | nuevo | 15                | 272.496         | 24,3 | nuevo | 25      |
|               | LINKE             | 207.722        | 18,7 | -5,9  | 1                 | 183.290         | 16,3 | -7,3  | 16      |
|               | SPD               | 158.834        | 14,3 | -7,4  | –                 | 119.368         | 10,6 | -10,9 | 11      |
|               | GRÜNE             | 58.827         | 5,3  | -1,4  | –                 | 58.209          | 5,2  | -2,0  | 5       |
|               | FDP               | 60.778         | 5,5  | +1,9  | –                 | 54.565          | 4,9  | +1,1  | –       |
|               | FREIE WÄHLER      | 23.096         | 2,1  | -2,8  | –                 | 24.269          | 2,2  | -0,7  | –       |
|               | NPD               | –              | –    | –     | –                 | 21.230          | 1,9  | -2,7  | –       |
|               | Tierschutzpartei  | –              | –    | –     | –                 | 16.611          | 1,5  | -0,1  | –       |
|               | Tierschutzallianz | 2.651          | 0,2  | nuevo | –                 | 11.653          | 1,0  | nuevo | –       |
|               | ALFA              | –              | –    | –     | –                 | 9.874           | 0,9  | nuevo | –       |
|               | Die PARTEI        | 1.208          | 0,1  | nuevo | –                 | 5.917           | 0,5  | nuevo | –       |
|               | MG                | 2.412          | 0,2  | nuevo | –                 | 4.763           | 0,4  | nuevo | –       |
|               | FBM               | 4.903          | 0,4  | nuevo | –                 | 4.184           | 0,4  | nuevo | –       |
|               | DIE RECHTE        | –              | –    | –     | –                 | 2.309           | 0,2  | nuevo | –       |
|               | STATT Partei      | 1.341          | 0,1  | nuevo | –                 | –               | –    | –     | –       |
|               | Independientes    | 4.487          | 0,4  | nuevo | –                 | –               | –    | –     | –       |
| Otros         | Otros             | –              | –    | -4,4  | –                 | –               | –    | -2,3  | –       |
| Votos válidos | Votos válidos     | 1.112.181      | 96,9 | -0,5  | 43                | 1.122.814       | 97,8 | +0,2  | 87      |
| Votos nulos   | Votos nulos       | 35.304         | 3,1  | +0,5  |                   | 24.671          | 2,2  | -0,2  |         |

### Votación de los partidos por distrito

CDU
AfD
Linke
SPD

## Post-elección

### Formación de gobierno
La CDU y el SPD le hicieron una oferta a los Verdes para que se unieran a ellos para formar por primera vez a nivel regional una coalición negro-rojo-verde, llamada coalición Kenia. El SPD y los Verdes aprobaron en sus respectivos congresos el inicio de negociaciones de coalición con la CDU.  El 15 de abril, los tres partidos firmaron un acuerdo de coalición, el cual establece que la CDU contará con seis ministerios, el SPD con dos y los Verdes con uno. Este acuerdo fue ratificado por los partidos en sus respectivos congresos el 23 de abril, por lo que el Ministro Presidente Reiner Haseloff fue investido por el Parlamento para un nuevo mandato el 25 de abril, con 47 votos a favor en segunda vuelta, luego de haber obtenido 41 votos (por debajo de la mayoría absoluta necesaria) en primera vuelta.

### Constitución del Parlamento
El Parlamento se constituyó el 12 de abril de 2016.